# 고령향교 대성전
고령향교 대성전(高靈鄕校 大成殿)은 경상북도 고령군, 고령향교 내에 있는 조선시대의 건축물이다.
1990년 8월 7일 경상북도의 문화재자료 제229호 고령향교에 포함되어 문화재로 지정되었다가, 2017년 5월 15일 경상북도의 유형문화재 제506호로 문화재 등급이 상향되었다.(고령향교는 문화재자료 제229호로 변동없이 존치)

## 개요
고령향교 대성전은 성현들에게 제사를 지내는 제향공간으로 강학공간인 명륜당 뒤쪽에 위치하고 있으며, 정면 3칸, 측면 2칸의 익공계 맞배지붕 건물이다. 대성전에는 공자를 위시하여 5성(五聖)·송조 2현(宋朝二賢)·신라 2현(新羅二賢)·고려 2현(高麗二賢)·조선 14현(朝鮮十四賢) 등 25성현을 배향하고 있다. 대성전 내부는 통칸으로 바닥은 우물마루, 상부는 연등천장으로 되어있다. 전면은 쌍여닫이 판문을 세우고 벽은 판벽으로 마감하였다. 측면과 배면 벽체 하부는 판재측벽, 상벽은 회벽으로 마감하였고, 창방부터는 모로단청을 칠하였다. 주초석은 운두가 높은 원형주초와 귀갑무늬주초를 함께 사용하였으며, 기둥 위에는 초익공으로 살미 끝을 90도 정도 깎았다. 지붕구조는 접시받침이 없는 사각 동자주와 파련대공을 세운 5량가 구조이다.

## 같이 보기
- 고령향교 - 경상북도 문화재자료 제229호

## 참고 문헌
- 고령향교 대성전 - 국가유산청 국가유산포털